# Premio Ratzinger
El Premio Ratzinger de teología es un premio anual otorgado por la Fundación Vaticana Joseph Ratzinger a las contribuciones más señaladas de cada año en el diálogo entre la fe y la razón. Fue instituido por Benedicto XVI en 2010 y es otorgado a personalidades académicas con una contribución notable en el campo de la teología. Se considera el premio a la teología académica más prestigioso del mundo, siendo llamado de manera extraoficial el Premio Nobel de teología. El premio se concede durante el mes de noviembre de cada año.
El premio tiene tres objetivos: Situar en el centro de la reflexión la cuestión de Dios; la concesión de becas a los doctorados en Teología y la organización de congresos de alto valor científico.

## Premios
2024
- El teólogo irlandés Cyril O'Regan.

- El escultor japonés Etsuro Sotoo.

2023
- El filósofo español Francesc Torralba.

- El teólogo español Pablo Blanco Sarto.

2022
- El jurista judío Joseph Weiler.

- El teólogo francés Michel Fédou.

2020
- El filósofo francés Jean-Luc Marion, investigador en el campo de la fenomenología.

- La teóloga australiana Tracey Rowland, miembro de la Comisión Teológica Internacional desde 2014.[4]

2019
- El filósofo canadiense Charles Taylor, estudioso del fenómeno de la secularización.
- El teólogo africano Paul Béré, especialista en Sagrada Escritura.[5]

2018
- La teóloga católica alemana Marianne Schlosser, especialista en San Buenaventura.
- El arquitecto suizo Mario Botta, que ha diseñado y construido numerosas iglesias.

2017 
19 noviembre: 
- El compositor ortodoxo estonio Arvo Pärt,
- El teólogo luterano Theodor Dieter.
- El teólogo católico Karl-Heinz Menke, ambos de nacionalidad alemana.

2016 
- El teólogo católico Inos Biffi.
- El teólogo ortodoxo Ioannis Kourempeles.

- Mario de França Miranda (Río de Janeiro, 1936). Sacerdote jesuita, profesor emérito de Teología en la Pontificia Universidad Católica de Río de Janeiro. Fue miembro del Comité Teológico Internacional.
- Profesor Nabil el-Khoury (Mtaile – Chouf, 1941). Profesor de Filosofía y Literatura comparada en la Université Libanaise de Beirut y en la Universidad de Tubinga. Es traductor en árabe de la Opera Omnia de Joseph Ratzinger-Benedicto XVI.

2014
- La profesora francesa Anne-Marie Pelletier, primera mujer ganadora del Premio Ratzinger, que estudia hermenéutica y exégesis bíblica y se dedica también al tema de la mujer en el cristianismo y en la Iglesia.
- El profesor monseñor Waldemar Chrostowski, sacerdote polaco, es biblista y se dedica al diálogo católico-judaico.

2013
- Profesor Richard A. Burridge (pastor y biblista inglés, decano del King College de Londres y Ministro de la Comunión Anglicana)
- Profesor Christian Schaller (teólogo alemán laico, docente de teología dogmática y vicedirector del Instituto Papa Benedicto XVI,[7] de Ratisbona, Alemania).

2012
- Reverendo Profesor Brian E. Daley (jesuita estadounidense y profesor de Teología en la Universidad de Notre Dame en Notre Dame, Indiana. Actualmente se desempeña como secretario ejecutivo de la Consulta Católico-Ortodoxa en América del Norte)
- Profesor Rémi Brague (profesor emérito de Filosofía francesa medieval árabe en la Sorbona de París y profesor de filosofía y de religión en la Universidad Ludwig-Maximilian de Múnich)

2011
- Profesor Olegario González de Cardedal (sacerdote español y profesor especializado en Teología Dogmática y Fundamental de la Universidad Pontificia de Salamanca, España)
- Reverendo profesor Maximilian Heim (sacerdote y abad del Monasterio de Heiligenkreuz en Austria. La obra premiada se llama Joseph Ratzinger: La vida en la Teología de la Iglesia: Fundamentos de la eclesiología)
- Profesor Manlio Simonetti (laico y profesor de historia del cristianismo en Roma, Italia. Es respetado como un experto en Estudios Cristianos antiguos y de interpretación bíblica patrística. Es miembro de la Academia Nacional de los Linces)